# Half-Breed
Half-Breed è il decimo album di studio della cantante e attrice statunitense Cher, pubblicato nell'ottobre 1973 dalla MCA Records con la produzione di Snuff Garrett e Al Capps. Half-Breed è stato il secondo disco per la MCA ed è stato promosso nel suo show televisivo "The Sonny & Cher Comedy Hour". Dopo la sua pubblicazione l'album riceve recensioni contrastanti da parte dei critici e la RIAA lo ha certificato Disco d'oro il 4 marzo del 1974. Half-Breed è stato il suo secondo album di successo degli anni settanta.

## Descrizione
Il secondo album pubblicato da Cher nel 1973 è stato Half-Breed. Dopo il fallimento del precedente album dallo stile pop classico, Bittersweet White Light, Cher abbandona per sempre suo marito Sonny Bono come produttore per i suoi album. Snuff Garret torna a lavorare con Cher dopo il successo di Gypsys, Tramps & Thieves e Foxy Lady registrando un altro album di ballate.

## Tracce
Lato A
1. My Love – 3:36 (Paul McCartney, Linda McCartney)
2. Two People Clinging to a Thread – 2:43 (Sklerov, Lloyd)
3. Half-Breed – 2:47 (Mary Dean, Al Capps)
4. The Greatest Song I Ever Heard – 2:50 (Holler)
5. How Can You Mend a Broken Heart? – 3:24 (Gibb, Gibb)
6. Carousel Man – 3:05 (Johnny Durrill)

Lato B
1. David's Song – 3:28 (Paich)
2. Melody – 2:36 (Crofford, Garrett)
3. The Long and Winding Road – 3:14 (John Lennon, Paul McCartney)
4. This God-Forsaken Day – 2:46 (Segal)
5. Chastity Sun – 4:16 (Seals, Crofts)

## Classifiche
| Classifica (1973)     | Posizione raggiunta | Certificazione | Vendite  |
| --------------------- | ------------------- | -------------- | -------- |
| Canadian Albums Chart | 21                  | -              | -        |
| Norway Album Chart    | 18                  | -              | -        |
| U. S. Billboard 200   | 28                  | Gold           | 500,000+ |